# Get Away Clean
Get Away Clean è il primo album del rapper statunitense Master P, pubblicato nel 1991.
| Recensione | Giudizio |
| ---------- | -------- |
| AllMusic   | [ 1 ]    |

## Tracce
1. Get Away Clean – 5:36
2. Saxophone (featuring Big O & Sonya C) – 0:57
3. Rollin' the Dice – 4:44
4. Crooked Ass Law (featuring The Real Untouchables) – 3:47
5. Low, Down & Dirty (featuring The Real Untouchables) – 2:58
6. Safe Sex – 4:58
7. Dana You Can Bang Her – 0:47
8. I'm In the House – 4:51
9. Richtown (featuring The Real Untouchables) – 3:34
10. What's Up With That (featuring Silk the Shocker) – 3:30
11. Bitches & Money (featuring The Real Untouchables) – 2:15
12. You Only Live Once – 3:44
13. Dope Shots – 3:41